# Lough Eske
Lough Eske (en gaélique Loch Iascaigh) est un petit lac, dans le comté de Donegal, au nord est de la ville de Donegal, en Irlande.

## Géographie
Le lac, situé a 27 m d'altitude, est entouré au nord, à l'est et à l'ouest par les montagnes Bluestack.

## Écologie
La pêche y est réglementée, en particulier elle n'est possible que depuis des barques louées sur place.